# Gudrun Erfurth

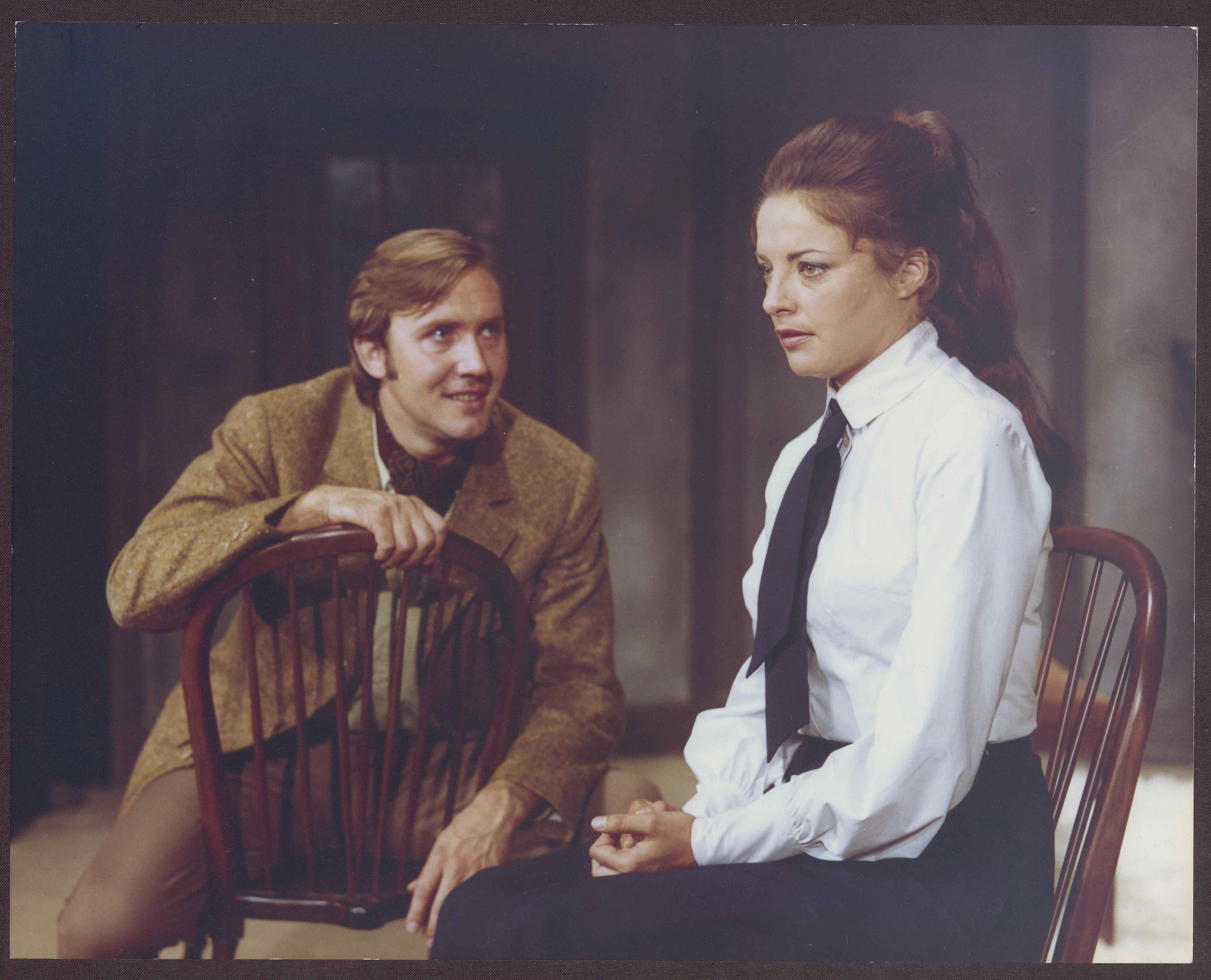
Gudrun Erfurth mit Hans Hoenicke in Frau Warrens Beruf am Badischen Staatstheater Karlsruhe (1970/1971)

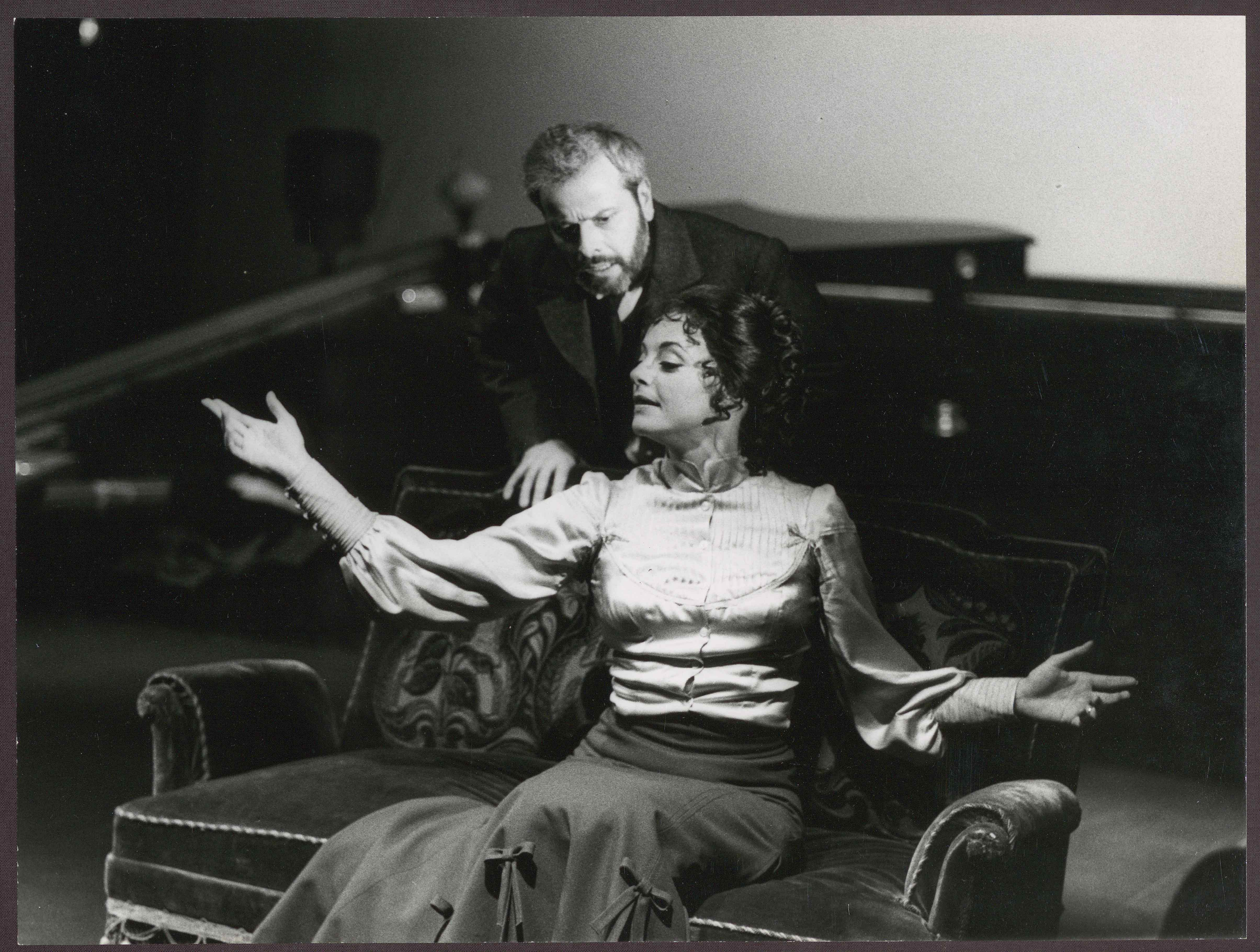
Erfurth mit Edwin Dorner in Nora (1973/1974)

Gudrun Erfurth (* 15. November 1939 in Nürnberg; † Juli 2005 in Wien) war eine deutsche Schauspielerin bei Bühne und Fernsehen.

## Leben und Wirken
Die gebürtige Nürnbergerin begann ihre Bühnenlaufbahn 1959 am Wiener Volkstheater unter der Leitung von Leon Epp. Es folgten Verpflichtungen an Spielstätten in Bonn, Basel, die Städtischen Bühnen von Köln, das Staatstheater Hannover, das Badische Staatstheater Karlsruhe und die Städtischen Bühnen Augsburg. Schon zu Beginn ihrer Karriere erhielt die attraktive, dunkelhaarige Künstlerin Angebote vom Fernsehen. Sie trat ein Jahrzehnt lang in unregelmäßigen Abständen vor die Kamera; das Theater (auch mehrere Gastspieltourneen) blieb jedoch Gudrun Erfurths Hauptbetätigungsfeld. Man sah sie u. a. in Stücken Brechts, Ibsens und Tschechows. Gudrun Erfurth hat auch Hörfunk gemacht und wurde mit dem Goldenen Rathausmann und dem Hersfeldpreis ausgezeichnet.

## Filmografie
- 1960: Der Degen mit den Genien
- 1961: Die frommen Schwestern
- 1962: Der fidele Bauer
- 1964: Das vierte Gebot
- 1967: Leuchtfeuer
- 1969: Palace-Hotel
- 1971: Kaiser Karls letzte Schlacht
- 1972: Das Jahrhundert der Chirurgen (TV-Reihe, eine Folge)
- 1985: Die Tage der Commune